# Paddy Power (politician)
Paddy Power (n. 19 noiembrie 1928, Baile Átha Cliath, Statul Liber Irlandez – d. 14 august 2013, Caragh⁠(d), County Kildare, Leinster⁠(d), Irlanda) a fost un om politic irlandez și membru al Parlamentului European în perioada 1977-1979 din partea Irlandei. 